# Dołgodieriewienskoje
Dołgodieriewienskoje (ros. Долгодеревенское) – wieś (sieło) w Rosji, w obwodzie czelabińskim, w rejonie sosnowskim. W 2021 liczyła 9407 mieszkańców.